# Angel Romero (Gitarrist)

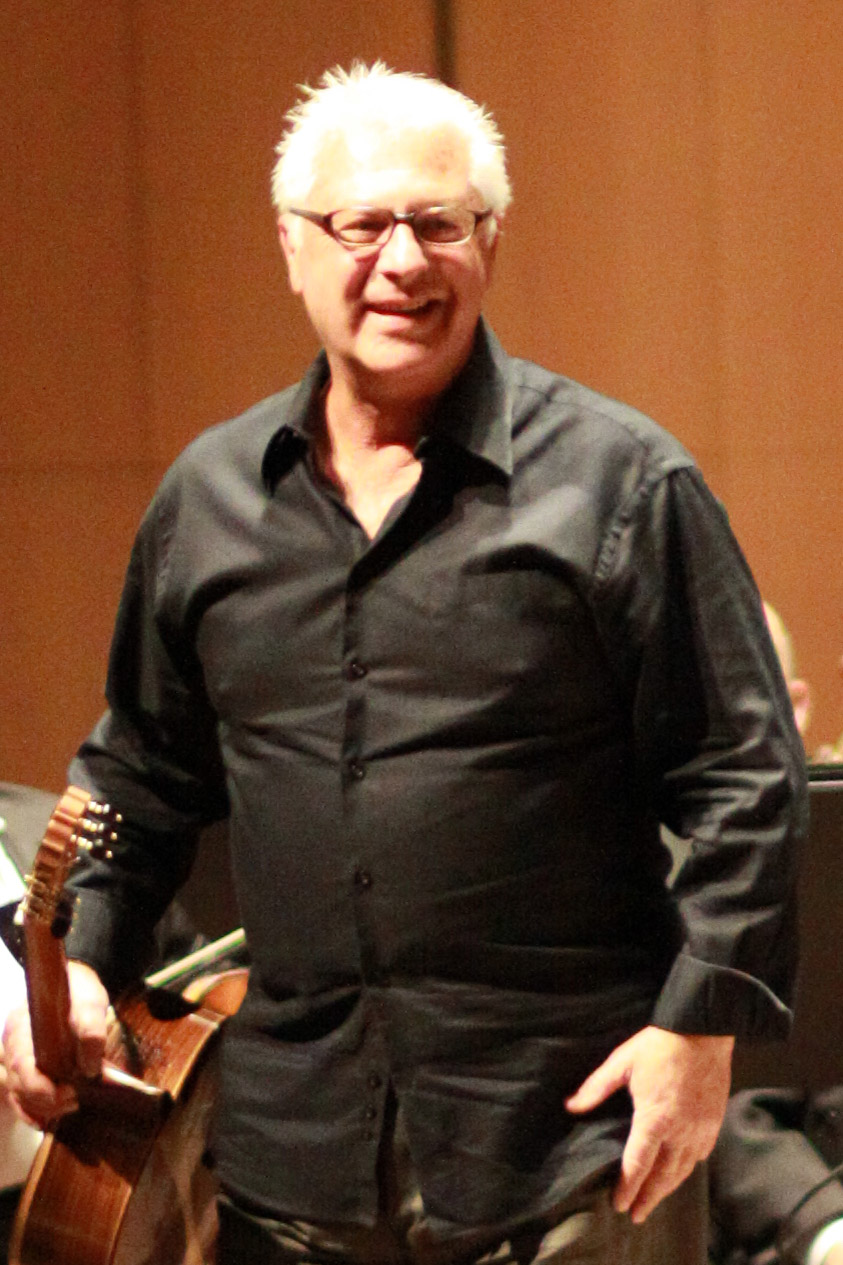
Angel Romero, 2012

Angel Romero (* 17. August 1946 in Málaga) ist ein spanischer Gitarrist – bekannt zunächst als Mitglied von Los Romeros – und Dirigent.

## Karriere
Der Sohn von Celedonio Romero und jüngste Bruder von Celin und Pepe Romero debütierte als Gitarrist im Alter von sechs Jahren im Familien-Gitarrenquartett und hatte, nachdem er als Zwölfjähriger mit seiner Familie nach Santa Barbara in Kalifornien gezogen war, 1964 mit dem Concierto de Aranjuez sein USA-Debüt im Hollywood Bowl. Neben seinen Auftritten als Mitglied der Los Romeros arbeitete der klassische Gitarrenvirtuose weltweit mit den bedeutenden Sinfonieorchestern wie dem New York Philharmonic Orchestra, dem Cleveland Orchestra, den Royal Philharmonic Orchestra und dem Concertgebouw-Orchester. 1990 schied er aus dem Gitarrenquartett aus. Als Schüler von Eugene Ormandy machte er sich auch als Dirigent einen Namen.
1991 spielte Romero im New Yorker Lincoln Center die Welturaufführung von Joaquín Rodrigos Rincones de España. Im Folgejahr trat er auf Einladung von Boutros Boutros-Ghali in einem weltweit ausgestrahlten Konzert aus der General Assembly Hall der Vereinten Nationen mit dem Spanischen Nationalorchester unter Rafael Frühbeck de Burgos auf.
In den 1980er Jahren nahm er mit dem Pianisten George Shearing Claude Bollings Concerto for guitar and jazz piano trio auf. Ende der 1980er und Anfang der 1990er Jahre wandte sich Romero der Filmmusik zu. Er spielte 1989 die Titelmusik in Robert Redfords The Milagro Bean Field War. Für die Musik zu Gabriel Retes’ Film Bienvenido-Welcome, der 1995 das Muestra del Cine Mexico, das Filmfestival von Guadalajara eröffnete, erhielt er im gleichen Jahr den Premio Ariel für die beste originale Filmmusik. 2000 wurde er von König Juan Carlos zum Ritter des Ordens Isabel la Catolica geschlagen und in den Adelsstand erhoben.
Seit 2000 konzentrierte sich Romero auf die Tätigkeit als Dirigent. Er arbeitete mit dem San Diego Chamber Orchestra und wurde 2002 Erster Gastdirigent des Shanghai Symphony Orchestra, im gleichen Jahr dirigierte er auch das London Symphony Orchestra. 2005 wurde er Artist in Residence des California Center for the Arts in Escondido und musikalischer Leiter des Orquesta de Baja California.